# Filles-Dieu

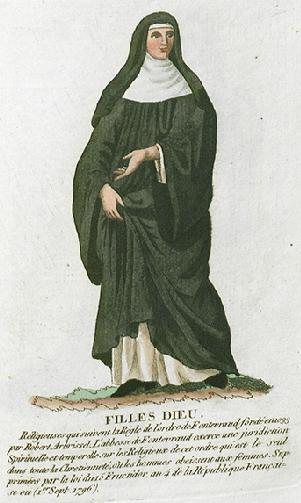
Costume de Filles Dieu (1811).

Les Filles-Dieu sont une congrégation religieuse française de religieuses hospitalières.
Elles avaient d'abord été appelées Sœurs de Saint-Gervais car elles étaient chargées du service de l'hôpital de ce nom en 1300. Portant une robe blanche avec un manteau noir, elles ont leurs principales maisons à Paris, à Orléans, à Beauvais et à Abbeville.

## Historique
On trouve de nombreuses institutions nommées Filles-Dieu bien avant la référence aux Sœurs de Saint-Gervais donnée par Bouillet, la plus connue, les Filles-Dieu de Paris, institution fondée en 1226 par Guillaume d'Auvergne, mais aussi les Filles-Dieu de Rouen attestées dès 1247, les Filles-Dieu de Chartres attestées dès 1232, les Filles-Dieu du Mans, couvent fondé en 1256,.
À Paris et à Rouen, les Filles-Dieu sont d'anciennes prostituées converties et la création de ces institutions est à l'instigation ou soutenue par le pouvoir royal afin de tendre à endiguer la prostitution dans les centres urbains. Celles de Chartres, de l'ordre de Saint-Augustin, se sont dans un premier temps appelées « converties », ce qui permet de penser que ces femmes ont eu la même histoire que celles de Paris et Rouen.
Dans Les Ordres de Paris, le poète Rutebeuf se moque de la dénomination de cette institution, rapport aux antécédents des Filles-Dieu, et fait une critique implicite du soutien du roi (Saint Louis) aux Filles-Dieu.

## Les Filles-Dieu de Paris

### Fondation
On trouve trace de l'institution des Filles-Dieu au tout début du XIIIe siècle, fondée par Guillaume III, évêque de Paris (note : il s'agit bien de Guillaume d'Auvergne qui ne sera nommé évêque qu'en 1228, il n'était en 1226 que simple lecteur en théologie),.

« Le couvent des Filles-Dieu avait été fondé en 1226 par Guillaume III, évêque de Paris, pour retirer des pécheresses qui, pendant toute leur vie, avaient abusé de leur corps et à la fin estoient en mendicité. Il était d'abord situé dans la couture de l'Échiquier, qui occupe l'emplacement du boulevard Bonne-Nouvelle et des rues voisines, et une impasse de ce boulevard en a conservé le nom. »

— Théophile Lavallée, Histoire de Paris, depuis le temps des gaulois jusqu'en 1850.

« Guillaume III, évêque de Paris, ayant converti plusieurs femmes ou filles débauchées, leur fit bâtir hors de Paris, sur un terrain voisin de Saint-Lazare, une maison à laquelle fut d'abord donné le nom d'hôpital des nouvelles Converties. Le but de cette fondation était, selon un écrivain du temps, de retirer des pécheresses qui pendant toute leur vie avaient abusé de leur corps et à la fin étaient en mendicité. Ces femmes nouvellement converties prirent plus tard le nom de Filles-Dieu. »

— Félix Lazare,L. C. Lazare, Dictionnaire administratif et historique des rues et monuments de Paris.

### Le premier couvent
La première installation des Filles-Dieu se fera au sud de l'enclos Saint-Lazare, entre la rue du Faubourg-Saint-Denis à l'est, la rue de Paradis au nord, la rue Sainte-Anne, devenue la rue du Faubourg-Poissonnière à l'ouest, et la rue Basse-Villeneuve au sud, absorbée par le boulevard de Bonne-Nouvelle, dans l'actuel 10e arrondissement de Paris.
Une cession fut faite en 1232 aux Filles-Dieu, par les frères et prieur de Saint-Lazare de quatre arpents de terre et elles achetèrent également en 1253 huit arpents de terre contigus aux précédents. Le roi Saint Louis les dota de 400 livres de rente à prendre sur son trésor. Dans l'acte de dotation, le nombre de ces religieuses est fixé à deux cents.
En 1256, Saint Louis leur accordera le fait de tirer de l'eau de la fontaine de l'enclos Saint-Lazare afin de la conduire au couvent des Filles-dieu, en la faisant venir par la
chaussée.
Le couvent occupe ces terrains jusqu'à la construction de l'enceinte de Charles V avec ses fossés et d'arrière-fossés qui traversent la 
couture & l'enclos et les bâtiments qui sont donc rasés.
Les matériaux de ce  premier couvent sont utilisés dans la construction du rempart.

### Le deuxième couvent de la rue Saint-Denis

#### Situation
Le couvent se trouvait sur la rue Saint-Denis (48° 52′ 04″ N, 2° 21′ 02″ E). Leur jardin s'étendait jusqu'à l'enceinte de Charles V (actuelle rue d'Aboukir). Plus au nord, se trouvait le couvent des Filles de Saint-Chaumont.

#### Historique
Jean de Meulant ou Jean de Meulent ou bien Jean Ier de Meulent ou encore Meullent, alors évêque de Paris, transfére alors les Filles-Dieu dans un hôpital de la Madeleine situé près de la porte Saint-Denis, et fondé en 1316 par Imbert de Lyons ou de Lyon,, à proximité de la Cour des miracles.
À la suite des désordres et du relâchement qui peu à peu s'introduisirent dans cette maison Charles VIII ordonna, par lettre patente du 27 décembre 1483, que cette maison serait occupée à l'avenir par les Religieuses réformées de Fontevrauld ou Fontevauld.
Ce n'est que vers 1495 — à la suite d'un problème juridique lié à la constitution de cet ordre religieux — que l'ordre de Charles VIII sera exécuté par Jean-Simon de Champigny évêque de Paris et que les Religieuses de Fontevrauld, qui venaient des monastères de la Magdeleine (près d'Orléans - prieuré de la Magdeleine-lez-Orléans) et de Fontaine (près de Meaux), prirent possession du couvent des Filles-Dieu, elles prirent aussi à cette occasion le nom de Filles-Dieu.
Les nouvelles Filles-Dieu décident de construire une nouvelle église, et en 1495 Charles VIII posa la première pierre de l'église, qui ne fut achevée qu'en 1508.

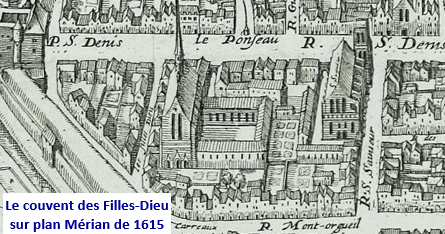
Couvent des Filles-Dieu sur plan Mérian de 1615.
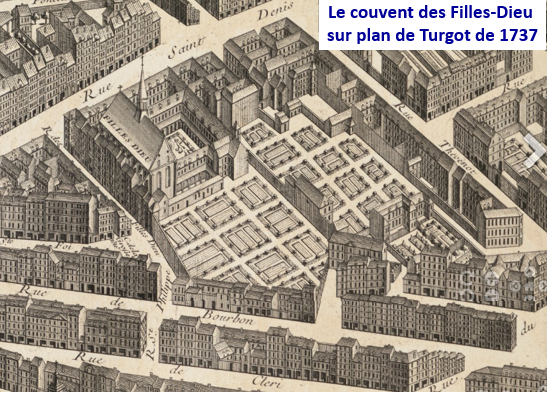
Couvent des Filles-Dieu sur plan de Turgot.
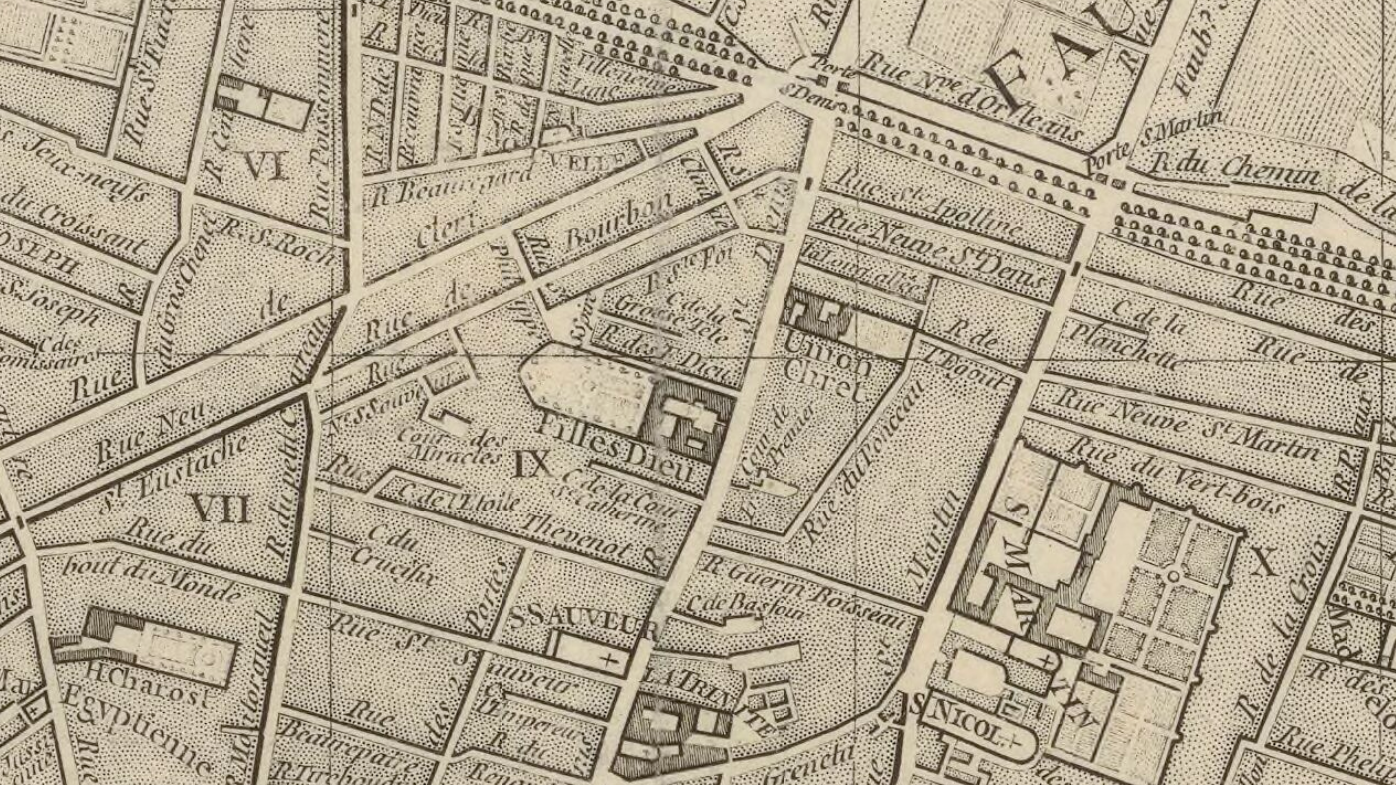
Emplacement du couvent des Filles Dieu rue Saint-Denis Paris en 1771

Cantien Hue, recteur de l'Université de Paris, né en 1442 et mort en 1502 fut enterré au couvent des Filles-Dieu.
En 1503 le couvent de la Saussaie, près Villejuif, à Chevilly-Larue, dans l'actuel département du Val-de-Marne, est rattaché aux Filles-Dieu de la rue Saint-Denis. Ce couvent fut fondé au milieu du XIIIe siècle, par Louis VII au lieu-dit « La Saroussaie », devenu ensuite « La Saussaye ». Ce couvent servira de léproserie jusque vers 1500, et sera fermé en 1769. Ensuite, il n’y a plus à cet emplacement qu’une grande ferme dont l'emprise est actuellement occupée par le centre de recherche industrielle L'Oréal au no 100 de l'avenue de Stalingrad.
Sous la fronde, le 24 mars 1648, les sieurs de Charmoy et de Saint-Ange, armés et accompagnés d'une nombreuse suite, pénétrèrent dans ce couvent pendant la nuit afin d'enlever une demoiselle de Sainte-Croix qui habitait le couvent et violèrent plusieurs religieuses,, ils seront capturés et roués vifs.
Au chevet extérieur de l'église se trouvait un crucifix devant lequel on conduisait autrefois les criminels qu'on allait exécuter au gibet de Montfaucon, ils le baisaient, recevaient de l'eau bénite, et les Filles-Dieu leur apportaient trois morceaux de pain et du vin, c'était « le dernier morceau du Patient ».

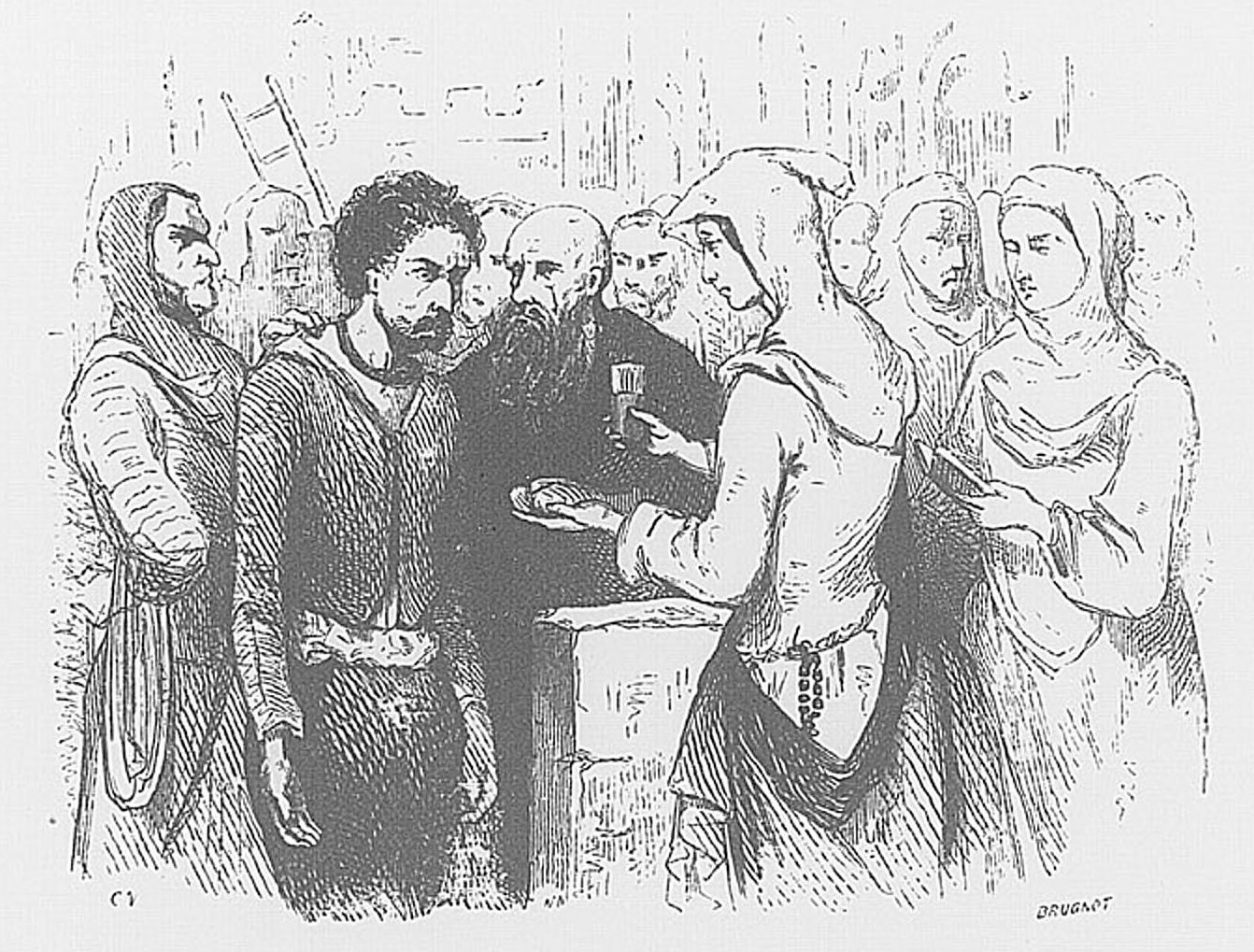
« Le dernier morceau du Patient ».
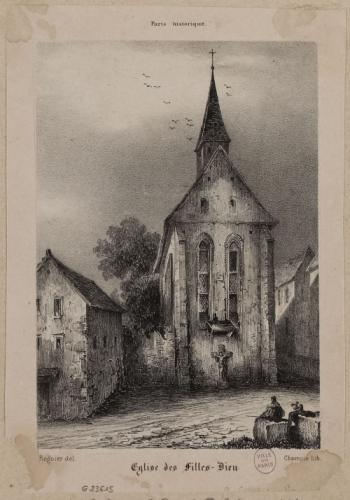
Église des Filles-Dieu.

Le couvent des Filles-Dieu devient propriété nationale en 1790. Il est  vendu le 14 vendémiaire an VI et son église sert de salle de réunion à la société « les Hommes révolutionnaires du 10 août » avant d'être détruite avec l'ensemble des bâtiments.
La rue, la place et le passage du Caire sont ouverts à son emplacement vers 1800. À la création des galeries, ce furent les pierres tombales des religieuses du couvent qui constituèrent une partie du dallage des galeries qui sont au nombre de trois : la galerie Saint-Denis, la galerie Sainte-Foy et la galerie du Caire.
Plusieurs voies ont porté le nom des Filles-Dieu à proximité du couvent : 
- la rue d'Alexandrie était précédemment rue des Filles Dieu. Existait en 1530 dans le voisinage du couvent des Filles Dieu ;
- l'impasse Bonne-Nouvelle était précédemment l'impasse des Filles Dieu et, plus anciennement, ruelle Couvreuse et cul-de-sac des Filles Dieu.

## Abbesses et religieuses à Paris
- vers 1560 Jeanne Brûlart de Sillery est religieuse aux Filles-Dieu de Paris[24]

### La couture des Filles-Dieu

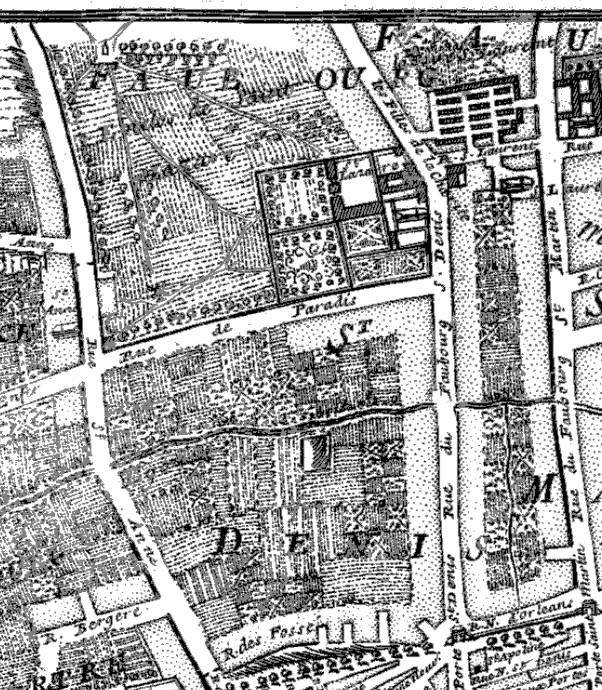
La couture des Filles-Dieux au sud de l'enclos Saint-Lazare (1705).

Après la démolition de leur premier couvent, les Filles-Dieu conservent  leur couture hors les murs. Ces jardins loués à des maraichers s'étendaient, au nord du rempart démantelé après 1670 sur lequel est établi le boulevard de Bonne Nouvelle, entre la rue du Faubourg-Poissonnière, la rue de Paradis et jusqu'à proximité du Faubourg Saint-Denis.
Les Filles-Dieu étaient également propriétaires des terrains de la Butte de Bonne-Nouvelle lotis au cours du XVIIe siècle pour l'aménagement d'un nouveau quartier à l'intérieur de l'enceinte de Louis XIII.
Les terrains au nord du boulevard restent pour la plus grande partie à usage agricole (jardins maraichers) jusque vers 1770. L'architecte Claude-Martin Goupy fait construire le quartier du Faubourg Poissonnière sur les  terrains cédés par la communauté des Filles-Dieu, dont il était l'entrepreneur.
Ces transactions se sont moins bien faites qu'avec les Lazaristes. En  effet, la communauté religieuse avait donné la plus grande partie de ses terrains en  bail emphytéotique à l'architecte-spéculateur ce qui fait  ensuite l'objet d'un long procès entre les Filles-Dieu et Claude-Martin Goupy.

## Religieuses et personnalités
- Plusieurs filles de la famille Brûlart de Sillery furent religieuses dans ce couvent, dont Jeanne et Marie (morte en 1628).

## Postérité
La congrégation est commémorée dans des noms de rues : 
- rue des Filles-Dieu, à Reims ;
- rue des Filles-Dieu à Angers ;
- rue des Filles-Dieu à Troyes ;
- rue des Filles-Dieu à Tournai ;
- rue des Filles-Dieu à Chartres.
- Rue des Filles-Dieu, 56, titre d'un roman de Catulle Mendès.